# Midnight Sky
«Midnight Sky» —en español: «Cielo de Medianoche»— es una canción de la cantante estadounidense Miley Cyrus lanzada el 14 de agosto de 2020 por RCA Records como el primer sencillo de su séptimo álbum de estudio Plastic Hearts (2020). El sencillo fue escrito por Cyrus, Ali Tamposi, Ilsey Juber y Jon Bellion con los productores de la canción: Louis Bell y Andrew Watt. Es una canción disco, pop rock, electropop y synth-pop que habla sobre la independencia y la confianza en uno mismo. El video musical de la canción fue el primer video musical autodirigido de Cyrus y fue lanzado el mismo día que el sencillo.
«Midnight Sky» se incluyó en varias listas de fin de año de las mejores canciones de 2020. Comercialmente, la canción alcanzó el número uno en Escocia, Bulgaria y Serbia, así como el top cinco en el Reino Unido y ha alcanzado el top diez en más de quince países. También fue el sencillo número uno de mayor duración en la radio del Reino Unido en 2020, con seis semanas.

## Antecedentes
El 4 de agosto de 2020, Cyrus tuiteó un fragmento del video musical de su canción de su álbum Meet Miley Cyrus «Start All Over» con los hashtags «#sheiscoming» y «#butforrealthistime», que traducidas al español significan «ella está llegando» y «pero esta vez es en serio», respectivamente, en referencia a las reiteradas postergaciones por las que ha pasado su séptimo álbum de estudio She Is Miley Cyrus. Más tarde ese mismo día ella mostró un adelanto de «Midnight Sky» en sus redes sociales. El 6 de agosto ella anunció que el sencillo sería lanzado oficialmente el 14 de agosto. La canción y el video fueron inspirados por otras artistas femeninas como Stevie Nicks, Joan Jett y Debbie Harry, específicamente la canción «Edge of Seventeen» de Stevie Nicks. Cyrus se acercó a Nicks antes del lanzamiento, pidiéndole su bendición para la canción. En una entrevista con Hits 1, la cantante explicó el trasfondo de la canción, diciendo:

Una definitivamente quiere sentir que tiene el control de su propia vida y no está tratando de controlar a nadie más; para que yo pueda tener una comprensión buena y clara de los últimos dos años, en los que hubo experiencias traumáticas —perder mi casa en Malibú y pasar por un divorcio muy público— creo que realmente necesitaba algo de claridad. Así que para mí era muy importante poder sentarme con mis pensamientos.

Solo algunas horas antes de su lanzamiento, diversos reportajes anunciaron que la cantante y Cody Simpson habían terminado su relación. Aún sin confirmar, el reporte del quiebre ocurrió cuando Cyrus le explicaba a Sirius XM Hits 1 que mucho de la canción se centraba en la idea de la evolución personal.

## Composición y letras
«Midnight Sky» es una llamativa canción disco, pop rock y synth-pop inspirada en la música de los años 80 que contiene un sample de «Edge of Seventeen» (1982) de Stevie Nicks.
La letra está inspirada en el divorcio de Cyrus con Liam Hemsworth y sus relaciones con Kaitlynn Carter y Cody Simpson, y muestra a la cantante «tomando de vuelta su narrativa» y tener confianza en sí misma. También reveló en una entrevista en el podcast "Call Her Daddy" de Alex Cooper que su deseo era que la canción fuera un himno que normalizara la pansexualidad y brindara visibilidad a quienes viven con miedo al rechazo sobre su yo auténtico. Cyrus describió la canción como un "reflejo de que todos tienen este tipo de momento de despertar personal" durante una entrevista en el programa Zach Sang, donde declaró:

«Siento que muchos de nosotros nos estamos despertando. Y sabes, el cielo de medianoche, creo que es una especie de camino que se siente como si fuera agradable tomarlo con la cabeza en alto en las nubes. Sabes, siento que ahora mismo en la sociedad, no queremos vivir con la cabeza en las nubes. Pero creo que, con el tiempo, quizás por eso he creado mundos como este. Porque esta es mi idea de vivir con la cabeza en las nubes de mi propio tipo de fantasía y el mundo que quiero crear. Así que creo que es un mensaje genial, decirle a la gente que cree el entorno y el mundo en el que quieres vivir y creo que eso está sucediendo a un nivel muy político en este momento. Pero también podemos hacerlo especialmente en este tiempo de cuarentena, en estos espacios íntimos de nuestro hogar que tenemos un lugar que se siente como si hubiéramos creado nuestro propio entorno, nuestra propia cabeza en las nubes, entonces esta es la mía».

Cantando sobre la idea de no estar más en el camino para siempre, Cyrus explicó que quería capturar la idea del crecimiento personal. "Creo que estamos preparados para la devastación — En eso, desde que somos niños pequeños, se nos enseña a reclamar a otros humanos como nuestros mejores amigos para siempre. Y no sabes con quién vas a estar sentado aquí ahora mismo. Nunca sabes en quién vas a evolucionar y en quienes ellos van a evolucionar", le dijo a SiriusXM Hits1.
Cyrus abre la canción con la declaración de que "it's been a long time since I felt this good on my own" —en español: ha pasado mucho tiempo desde que me sentí tan bien por mi cuenta— y luego canta "I don't need to be loved by you" —en español: No necesito ser amada por ti—, el momento es personal, explorando la independencia en el despertar de su divorcio de Liam Hemsworth. Como le dijo a Zane Lowe en una entrevista de Apple Music, parte de «Midnight Sky» surgió de un deseo personal de ser quien contara su historia, ya que mirando hacia atrás, explicó que a menudo se sentía como si la prensa fuera la que lo contara su historia. Con el lanzamiento de la canción, Cyrus quería hablar directamente con sus fanes y tener más control sobre una identidad que ha sido moldeada por toda una vida en el ojo público.

## Recepción crítica
Brittany Spanos de Rolling Stone elogió la canción diciendo que "la querida y provocadora del pop de Disney de 27 años ha regresado con otra reinvención audaz, mirando las crudas voces del rock de las arenas y la producción impecablemente brillante de la era para su nuevo sencillo". La escritora también señaló que Cyrus canalizó a Stevie Nicks en su peak de solista de los años 80, llamando a la pista un «Stand Back» 2.0, y agregó que es "un Prince-nesco que viene aquí lleno de una confianza desgarradora y hechizante que Nicks inventó". Nina Corcoran de Consequence of Sound lo describió como un "número de synth-pop llamativo" y dijo que es "posiblemente más elegante que cualquier cosa que Cyrus haya lanzado antes".
Alex Gallagher de NME describió a «Midnight Sky» como un "éxito con tintes disco". Elogiando la letra de la canción, dijo: «La letra de "Midnight Sky" hace ver a Cyrus tomando control e independencia, con la cantante declarando 'nací para correr, no pertenezco a nadie / Oh no, no necesito ser amada por ti' en el emocionante coro». De manera similar, Michael Cragg de The Guardian calificó la canción como un "temazo post-divorcio con tintes disco", y comentó que "suena adecuadamente renovado después del doble-meh del renacimiento de la cantante country en 2017 y, erm, «Cattitude» del año pasado, «Midnight Sky» es todo lo que esos no fueron: apasionado, energizado y entregado por alguien lo suficientemente valiente como para lucir un mullet rubio platino". Mike Wass de Idolator describe a la canción como un "maravilloso himno disco". Él alabó la letra tan personal diciendo: «La primera muestra de MC7 es un relato profundamente autobiográfico del viaje emocional de la estrella del pop después del divorcio».
Los críticos pop de The New York Times clasificaron a «Midnight Sky» como uno de los lanzamientos más notables de la semana en su columna semanalmente actualizada "The Playlist", donde Lindsay Zoladz destacó que "el fuerte y muscular alto de Cyrus es el verdadero centro del poder de esta canción". El equipo de música de Entertainment Weekly también clasificó la canción como una de las mejores canciones de la semana en su columna semanal "Friday Five" y Marcus Jones comentó: "el sencillo le permite seguir siendo la estrella de rock que se ha calificado a sí misma durante los últimos cinco años mientras trabajaba a quienes la abrazaron por primera vez durante la era de Hannah Montana". Claire Dodson de Teen Vogue incluyó a "Midnight Sky" en la selección de la revista de las mejores canciones nuevas de la semana, afirmando que "el viaje musical de Cyrus continúa girando y girando, pero su sensibilidad rebelde (y el reciente corte de pelo al estilo de Joan Jett de los años 80) son perfectamente en casa en «Midnight Sky», una pista de electro-dance sobre no pertenecer a nadie".

### Listas de fin de año
Muchas publicaciones de música incluyeron a «Midnight Sky» en sus listas de mejores canciones del 2020.
| Publicación          | Lista                                                         | Posición | Ref.   |
| -------------------- | ------------------------------------------------------------- | -------- | ------ |
| Apple Music          | Las 100 Mejores Canciones de 2020                             | —        | [ 23 ] |
| BBC                  | Los Mejores Álbumes y Canciones de 2020                       | —        | [ 24 ] |
| Billboard            | Las Mejores Canciones de 2020                                 | 16       | [ 25 ] |
| Billboard            | Las 30 Mejores Canciones Pop de 2020: Selección del Personal  | —        | [ 26 ] |
| BuzzFeed             | Mejores Canciones de 2020                                     | —        | [ 27 ] |
| Consequence of Sound | Top 50 de Canciones de 2020                                   | 17       | [ 28 ] |
| DIY                  | Las Mejores Canciones de 2020 según DIY                       | 9        | [ 29 ] |
| E! News              | Las 20 Mejores Canciones de 2020                              | —        | [ 30 ] |
| Glamour              | Las 63 Mejores Canciones de 2020                              | —        | [ 31 ] |
| The Guardian         | Las 20 Mejores Canciones de 2020                              | 12       | [ 32 ] |
| The Guardian         | Top Canciones de 2020 según Laura Snapes                      | 10       | [ 32 ] |
| The Guardian         | Top Canciones de 2020 según Michael Cragg                     | 9        | [ 32 ] |
| The Guardian         | Top Canciones de 2020 según Hannah J Davies                   | 13       | [ 32 ] |
| The Guardian         | Top Canciones de 2020 según Alim Kheraj                       | 3        | [ 32 ] |
| Idolator             | Las 100 Mejores Canciones Pop de 2020                         | 10       | [ 33 ] |
| NME                  | Las 50 Mejores Canciones de 2020                              | 21       | [ 34 ] |
| PopBuzz              | Los 20 Mejores Sencillos de 2020                              | 5        | [ 35 ] |
| Rolling Stone        | Mejores Canciones de 2020                                     | 11       | [ 36 ] |
| Spin                 | Las 30 Mejores Canciones de 2020                              | 18       | [ 37 ] |
| Pitchfork            | Top 100 Mejores Canciones de 2020 según lectores de Pitchfork | 37       | [ 38 ] |

## Promoción
El 6 de agosto Cyrus lanzó un adelanto de quince segundos de la canción que coincidió con el lanzamiento de Instagram Reels, un servicio para compartir videos similar a Tik Tok. Cyrus interpretará «Midnight Sky» por primera vez en directo en los MTV Video Music Awards 2020 el 30 de agosto.

## Remix
El 6 de noviembre de 2020, Cyrus lanzó un remix de «Midnight Sky» en colaboración con la cantante estadounidense Stevie Nicks, titulado «Edge of Midnight (Midnight Sky Remix)». La canción es un mashup de «Midnight Sky» y la canción de Stevie «Edge of Seventeen» del año 1982, la cual Cyrus usó un sample en la canción original. Nicks presta su propia voz en esta versión, cantando el coro de «Midnight Sky», mientras que Cyrus hace lo mismo cantando "just like a white winged dove" de «Edge of Seventeen» de Stevie.

## Video musical
Un video musical para «Midnight Sky» también fue publicado el 14 de agosto de 2020 junto con el estreno del sencillo. Muestra a Cyrus en varios escenarios, como una habitación con espejos, un pozo de chicles coloridos y una discoteca de neón con serpentinas y estatuas de animales de la jungla en tecnicolor, mientras usa un mullet, maquillaje brillante, un body negro Chanel, guantes negros cubiertos con gemas Swarovsky. Ella también aparece desnuda en el pozo.

## Posicionamiento en listas

### Semanales
| País (Lista 2020–2021)                    | Mejor posición | Ref.   |
| ----------------------------------------- | -------------- | ------ |
| Alemania (Media Control AG)               | 27             | [ 46 ] |
| Argentina (Argentina Hot 100)             | 40             | [ 47 ] |
| Australia (ARIA)                          | 12             | [ 48 ] |
| Austria (Ö3 Austria Top 40)               | 34             | [ 49 ] |
| Bélgica (Ultratop 50 Flanders)            | 17             | [ 50 ] |
| Bélgica (Ultratip Valonia)                | 3              | [ 51 ] |
| Bulgaria (PROPHON)                        | 1              | [ 52 ] |
| Canadá (Canadian Hot 100)                 | 9              | [ 53 ] |
| Canadá (AC Airplay)                       | 21             | [ 54 ] |
| Canadá (CHR/Top 40 Airplay)               | 10             | [ 55 ] |
| Canadá (Hot AC Airplay)                   | 9              | [ 56 ] |
| CEI (Tophit)                              | 90             | [ 57 ] |
| Costa Rica Anglo (Monitor Latino)         | 3              | [ 58 ] |
| Croacia (HRT)                             | 6              | [ 59 ] |
| Dinamarca (Tracklisten)                   | 24             | [ 60 ] |
| Emiratos Árabes Unidos (Radiomonitor)     | 3              | [ 61 ] |
| Escocia (Official Charts Company)         | 1              | [ 62 ] |
| Eslovaquia (Rádio Top 100)                | 6              | [ 63 ] |
| Eslovaquia (Singles Digitál Top 100)      | 26             | [ 64 ] |
| Estados Unidos (Billboard Hot 100)        | 14             | [ 65 ] |
| Estados Unidos (Adult Contemporary)       | 20             | [ 66 ] |
| Estados Unidos (Adult Pop Airplay)        | 11             | [ 67 ] |
| Estados Unidos (Pop Airplay)              | 19             | [ 68 ] |
| Estados Unidos (Rolling Stone Top 100)    | 8              | [ 69 ] |
| Estonia (Eesti Tipp-40)                   | 27             | [ 70 ] |
| Francia (SNEP)                            | 123            | [ 71 ] |
| Global 200 (Billboard)                    | 15             | [ 72 ] |
| Global Excl. U.S. (Billboard)             | 20             | [ 73 ] |
| Hungría (Rádios Top 40)                   | 2              | [ 74 ] |
| Hungría (Single Top 40)                   | 3              | [ 75 ] |
| Hungría (Stream Top 40)                   | 14             | [ 76 ] |
| Irlanda (IRMA)                            | 4              | [ 77 ] |
| Islandia (Tonlist)                        | 12             | [ 78 ] |
| Israel (Media Forest)                     | 3              | [ 79 ] |
| Italia (FIMI)                             | 72             | [ 80 ] |
| Italia (Airplay)                          | 2              | [ 81 ] |
| Letonia (Latvijas Top 40)                 | 17             | [ 82 ] |
| Líbano (Lebanese Top 20)                  | 1              | [ 83 ] |
| Lituania (AGATA)                          | 16             | [ 84 ] |
| Macedonia del Norte (Radiomonitor)        | 2              | [ 85 ] |
| Malta (Radiomonitor)                      | 12             | [ 86 ] |
| México (Mexico Airplay)                   | 48             | [ 87 ] |
| Noruega (VG-lista)                        | 25             | [ 88 ] |
| Nueva Zelanda (RMNZ)                      | 27             | [ 89 ] |
| Suecia (Sverigetopplistan)                | 31             | [ 90 ] |
| Suiza (Schweizer Hitparade)               | 24             | [ 91 ] |
| Países Bajos (Dutch Top 40)               | 7              | [ 92 ] |
| Países Bajos (Mega Single Top 100)        | 23             | [ 93 ] |
| Panamá Anglo (Monitor Latino)             | 4              | [ 94 ] |
| Polonia (Top 100 Airplay Polaco)          | 10             | [ 95 ] |
| Portugal (AFP)                            | 44             | [ 96 ] |
| Reino Unido (UK Singles Chart)            | 5              | [ 97 ] |
| República Checa (Rádio Top 100)           | 5              | [ 63 ] |
| República Checa (Singles Digitál Top 100) | 19             | [ 64 ] |
| Rusia Airplay (Tophit)                    | 97             | [ 98 ] |
| Top 100 Venezuela                         | 50             | [ 99 ] |

| País (Lista 2020)             | Mejor Posición | Ref.    |
| ----------------------------- | -------------- | ------- |
| Alemania                      | 100            | [ 100 ] |
| Australia                     | 92             | [ 101 ] |
| Bélgica (Flanders)            | 69             | [ 102 ] |
| Canadá                        | 94             | [ 103 ] |
| Estados Unidos (Adult Top 40) | 46             | [ 104 ] |
| Hungría (Rádiós Top 40)       | 54             | [ 105 ] |
| Hungría (Single Top 40)       | 26             | [ 106 ] |
| Hungría (Stream Top 40)       | 40             | [ 107 ] |
| Países Bajos (Dutch Top 40)   | 32             | [ 108 ] |
| Países Bajos (Single Top 100) | 98             | [ 109 ] |
| Polonia                       | 83             | [ 110 ] |
| Reino Unido                   | 69             | [ 111 ] |
| Suiza                         | 75             | [ 112 ] |
| País (Lista 2021)             | Mejor Posición | Ref.    |
| Australia                     | 94             | [ 113 ] |
| Bélgica (Flanders)            | 94             | [ 114 ] |
| Canadá                        | 81             | [ 115 ] |
| Global 200 (Billboard)        | 108            | [ 116 ] |
| Global Excl. U.S. (Billboard) | 119            | [ 117 ] |
| Hungría (Rádiós Top 40)       | 19             | [ 118 ] |
| Hungría (Single Top 40)       | 75             | [ 119 ] |
| Reino Unido                   | 70             | [ 120 ] |
| País (Lista 2022)             | Mejor Posición | Ref.    |
| Hungría (Rádiós Top 40)       | 83             | [ 121 ] |

## Certificaciones
| País (Organismo certificador)                                    | Certificaciones | Ventas certificadas | Ref.    |
| ---------------------------------------------------------------- | --------------- | ------------------- | ------- |
| Alemania (BVMI)                                                  | Oro             | 200 000             | [ 123 ] |
| Australia (ARIA)                                                 | 3× Platino      | 210 000             | [ 124 ] |
| Austria (IFPI)                                                   | Platino         | 30 000              | [ 125 ] |
| Bélgica (BEA)                                                    | Oro             | 20 000              | [ 126 ] |
| Brasil (Pro-Música Brasil)                                       | Diamante        | 160 000             | [ 127 ] |
| Brasil (Pro-Música Brasil) Edge of Midnight (Midnight Sky Remix) | Oro             | 20 000              | [ 127 ] |
| Dinamarca (IFPI)                                                 | Platino         | 90 000              | [ 128 ] |
| España (PROMUSICAE)                                              | Platino         | 60 000              | [ 129 ] |
| Estados Unidos (RIAA)                                            | 2× Platino      | 2 000               | [ 130 ] |
| Francia (SNEP)                                                   | Oro             | 100 000             | [ 131 ] |
| Italia (FIMI)                                                    | Oro             | 35 000              | [ 132 ] |
| México (AMPROFON)                                                | Oro             | 30 000              | [ 133 ] |
| Noruega (IFPI)                                                   | Platino         | 60 000              | [ 134 ] |
| Nueva Zelanda (RMNZ)                                             | Platino         | 30 000              | [ 135 ] |
| Nueva Zelanda (RMNZ) Edge of Midnight (Midnight Sky Remix)       | Oro             | 15 000              | [ 136 ] |
| Polonia (ZPAV)                                                   | 2× Platino      | 40 000              | [ 137 ] |
| Portugal (AFP)                                                   | Oro             | 5 000               | [ 138 ] |
| Reino Unido (BPI)                                                | 2× Platino      | 1 200 000           | [ 139 ] |
| Suecia (GLF)                                                     | Oro (streaming) | 4 000               | [ 140 ] |

## Formato y listas de canciones
| Mundo - Descarga digital y streaming |                |          |  |
| N.º                                  | Título         | Duración |  |
| 1.                                   | «Midnight Sky» | 3:43     |  |

| Mundo - Spotify |                                                  |          |  |
| N.º             | Título                                           | Duración |  |
| 1.              | «Heart Of Glass» (Live from the iHeart Festival) | 3:33     |  |
| 2.              | «Midnight Sky»                                   | 3:43     |  |

| Mundo - Descarga digital y streaming |                                                                |          |  |
| N.º                                  | Título                                                         | Duración |  |
| 1.                                   | «Edge of Midnight (Midnight Sky remix)» (junto a Stevie Nicks) | 3:40     |  |

## Premios y nominaciones
| Año  | Premiación             | Categoría                           | Resultado | Ref.    |
| ---- | ---------------------- | ----------------------------------- | --------- | ------- |
| 2020 | MTV Video Music Awards | Canción del verano                  | Nominada  | [ 142 ] |
| 2020 | WOWIE AWARDS           | Video musical excepcional           | Nominada  | [ 143 ] |
| 2022 | BMI Pop Awards         | Canciones más interpretadas del año | Ganadora  | [ 144 ] |

## Historial de lanzamientos
| Región         | Fecha                  | Formato                    | Versión            | Discográfica | Ref.    |
| -------------- | ---------------------- | -------------------------- | ------------------ | ------------ | ------- |
| Mundial        | 14 de agosto de 2020   | Descarga digital streaming | Original           | RCA          | [ 141 ] |
| Australia      | 14 de agosto de 2020   | Contemporary hit radio     | Original           | RCA Sony     | [ 145 ] |
| Reino Unido    | 14 de agosto de 2020   | Contemporary hit radio     | Original           | RCA          | [ 146 ] |
| Estados Unidos | 17 de agosto de 2020   | Adult contemporary radio   | Original           | RCA          | [ 147 ] |
| Estados Unidos | 18 de agosto de 2020   | Contemporary hit radio     | Original           | RCA          | [ 148 ] |
| Reino Unido    | 22 de agosto de 2020   | Adult contemporary radio   | Original           | RCA          | [ 149 ] |
| Italia         | 28 de agosto de 2020   | Contemporary hit radio     | Original           | Sony         | [ 150 ] |
| Mundial        | 6 de noviembre de 2020 | Descarga digital streaming | Stevie Nicks remix | RCA          | [ 151 ] |
| Italia         | 9 de noviembre de 2020 | Contemporary hit radio     | Stevie Nicks remix | Sony         | [ 152 ] |